# 梅德斯群島
42°3′0″N 3°13′15″E / 42.05000°N 3.22083°E

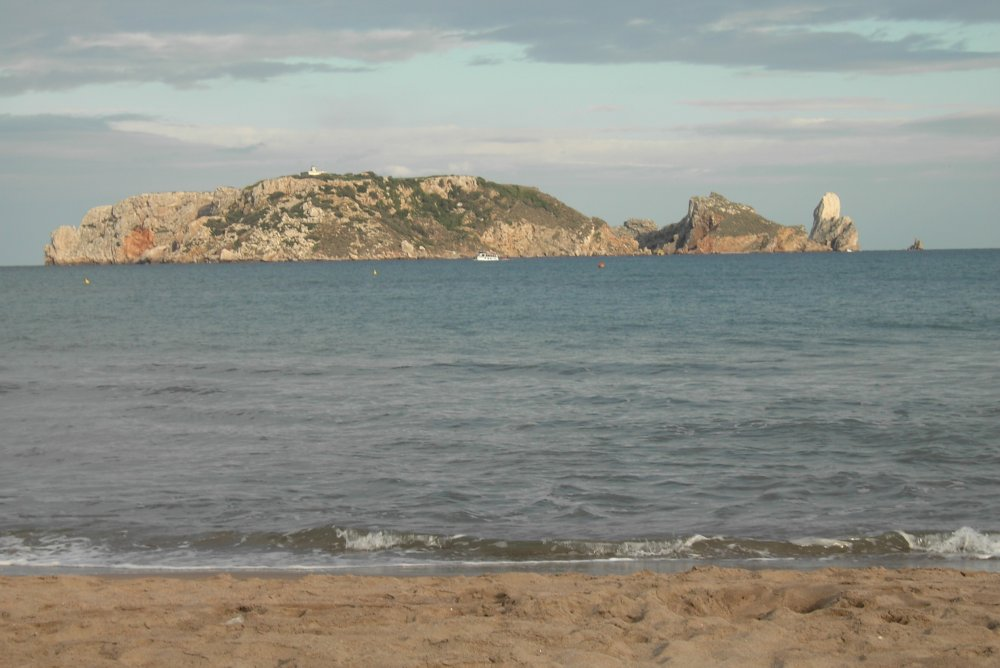

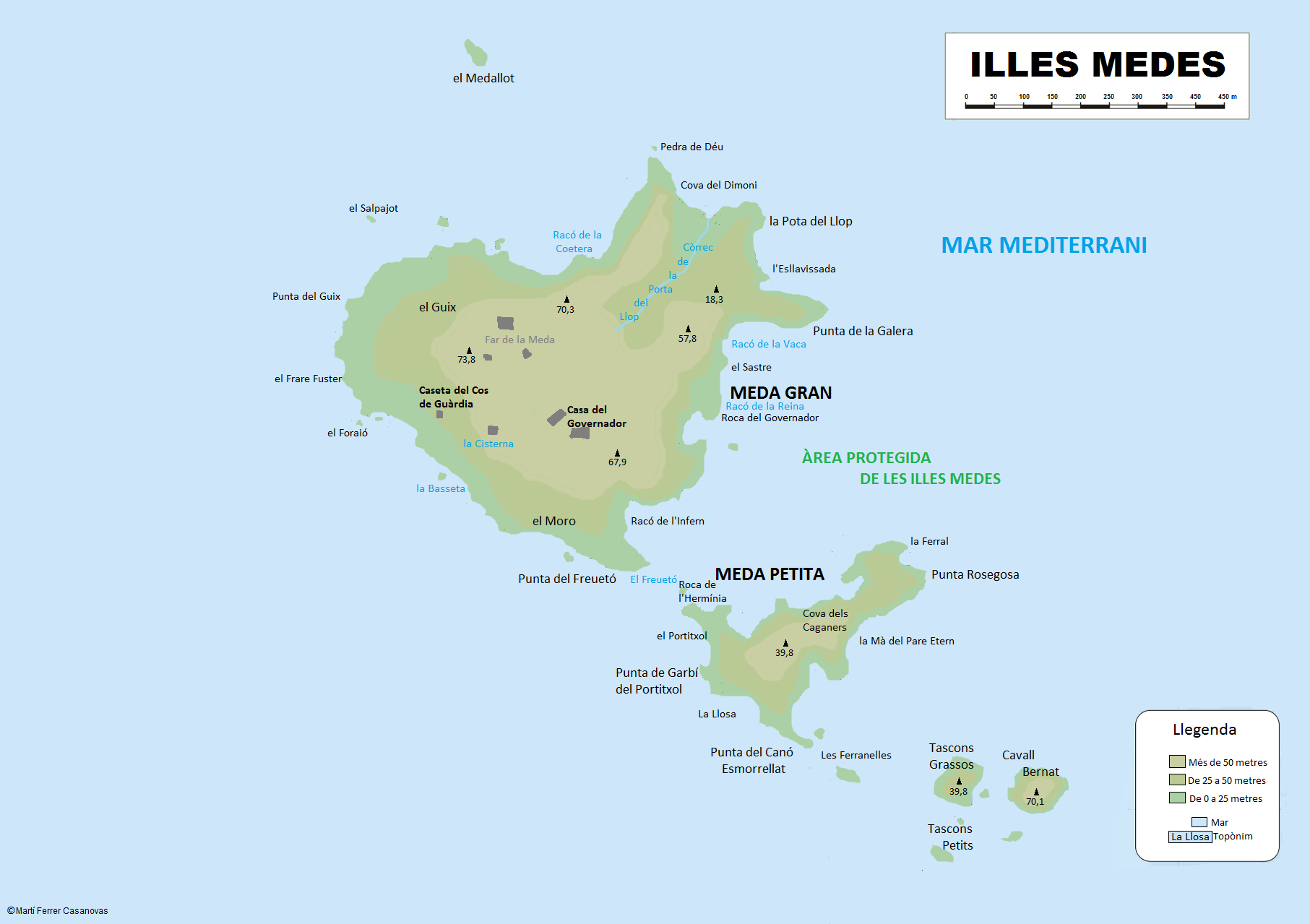

梅德斯群島，是西班牙的群島，位於該國東北部加泰羅尼亞，處於地中海，由7座小島組成，總面積0.215平方公里，最高點海拔高度75米，島上沒有常住人口。